# 여주초등학교
여주초등학교는 대한민국 경기도 여주시에 있는 초등학교다.

## 학교 연혁
- 1908.05.27 공립여주보통학교 개교(사립개진학교 인수)
- 1910.04.01 청심루(군청객사)를 수리하여 이전
- 1914.11.30 교사증축(2교실 60평), 분교장은 철폐
- 1921.03.31 6학년제로 연장 개편
- 1932.10.30 군교육회 주최 학예품 전람회 개최
- 1935.11.02 강당 낙성식(준공식)
- 1938.04.01 여흥공립심상소학교로 교명바꿈(조선교육회령)
- 1941.04.01 여흥공립국민학교로 교명바꿈(국민학교령)
- 1945.08.15 초대 정우교 교장 취임(해방후)
- 1945.08.22 청심루 서쪽 5교실 소실(군수관사 화재로)
- 1945.09.24 개교(미군정장관 고시 제4호에 의거)
- 1947.01.01 제2대 신응교 교장 부임
- 1949.01.01 제3대 이기호 교장 부임
- 1952.12.20 전쟁으로 파괴된 본관 교사 수리(사친회)
- 1953.01.01 제4대 정상진 교장 부임
- 1953.02.18 제1회 군내 국민학교 예능과 경술대회 우승
- 1953.10.22 김의준(본교 2회 졸업생)국회의원 교기 기증
- 1954.01.01 제5대 김용호 교장 부임
- 1954.07.16 도주회 국민학교 환경정리 심사에서 1등
- 1954.08.22 교가 제정(이상군 작사, 김광수 작곡)
- 1957.02.10 제6대 김군삼 교장 부임
- 1959.03.28 제7대 홍성복 교장 부임
- 1959.05.16 전 일본소학교 교사 및 재산 일체 인수
- 1961.04.01 제8대 김봉현 교장 부임
- 1961.10.31 제9대 김팔복 교장 부임
- 1966.03.01 여흥국민학교로 10학급 분리
- 1966.04.16 제10대 이정수 교장 부임
- 1967.03.01 제11대 고태영 교장 부임
- 1967.03.11 26학급 편성
- 1968.12.27 보건환경심사에서 문교부장관상 수상
- 1970.03.07 제12대 이석로 교장 부임
- 1972.11.19 본관 3층 21개 교실 증개축공사 준공
- 1973.09.01 제13대 이기효 교장 부임
- 1975.03.03 24학급 편성
- 1976.03.01 연라국민학교로 6학급 분리
- 1976.03.01 국교 25학급 특수1학급 편성
- 1976.09.01 제14대 임연빈 교장 부임
- 1978.03.01 28학급 편성
- 1978.04.21 세종대왕 동상 외 5개 건립(동창회)
- 1978.10.26 국민정신교육 도지정 시범학교 운영
- 1980.03.01 제15대 강대옥 교장 부임
- 1982.03.10 병설 유치원 개원(1학급)
- 1982.09.01 제16대 이승훈 교장 부임
- 1984.10.28 도지정 과학교육시범운영 공개 보고
- 1985.02.01 과학교육시범운영 공로표창(경기도교육감)
- 1987.09.01 제17대 추진호 교장 부임
- 1988.03.01 국교 40학급, 유치원 1학급 편성
- 1988.07.20 서펀 3층 6개 교실 신축 준공
- 1989.03.01 국교 42학급, 유치원 1학급 편성
- 1989.11.14 개교 80주년 기념 종합예술제(군민회관에서) 개최
- 1990.03.01 제18대 강태희 교장 부임
- 1990.03.01 국교 43학급, 유치원 1학급 편성
- 1990.03.23 청심루(淸心樓-학교신문) 창간호 발간
- 1991.03.01 국교 46학급, 유치원 1학급 편성
- 1992.03.01 국교 45학급, 유치원 1학급 편성
- 1993.03.01 국교 42학급, 유치원 1학급 편성
- 1993.09.27 운동장 방음벽(108m)설치-도로관리청
- 1994.03.01 국교 41학급, 유치원 1학급 편성
- 1994.09.01 제19대 임규운 교장 부임
- 1995.03.01 국교 40학급, 유치원 2학급 편성
- 1995.08.04 동편 강당 철거
- 1996.03.01 여주초등학교로 개명
- 1996.03.01 초교 42학급. 유치원 2학급 편성
- 1996.08.13 급식실, 조리실 준공(71평)
- 1997.03.01 초등 43학급, 유치원 2학급 편성
- 1998.09.20 전교실 난방기구 설치(도시가스)
- 1998.11.23 동편 11개 교실 증축(4층 및 조리실 위층)
- 1999.03.01 도지정 평생교육시범학교로 지정
- 1999.03.01 초등 48학급, 유치원 2학급 편성
- 1999.09.01 제20대 김학순 교장 부임
- 2000.09.01 제21대 이강동 교장 부임
- 2001.04.01 현관 소나무 외 34본 식수
- 2001.05.11 서편 8개 교실 증축(도서실 확보)
- 2001.09.18 도지정 교육과정 시범운영 보고
- 2001.11.19 축구부 창단
- 2002.02.16 제93회 졸업식(17,191명)
- 2002.03.01 초등 48학급, 유치원 2학급 편성
- 2002.07.03 운동장 스프링클러 설비
- 2002.07.18 리틀랙트 창단(여주로타리클럽 후원)
- 2002.07.27 출입문 안쪽여닫이 교체 공사, 안전봉 설치
- 2002.08.26 축구부 합숙소 개소식
- 2002.09.29 교장 관사 신축 완공
- 2003.02.17 제94회 졸업식(17,482명)
- 2003.03.01 도지정 지역사회 시범학교 지정
- 2003.03.01 2003학년도 초등 48학급, 유치원 2학급 편성
- 2003.05.25 운동장에 느티나무 3그루 식재
- 2003.05.28 운동장에 벤치 68개 설치
- 2003.06.13 제22대 김기연 교장 부임
- 2003.10.02 한마당 축제(공설운동장에서) 개최
- 2003.12.19 자외선 살균소독기 설치(48학급)
- 2003.12.23 청심루 이전(문화의 거리로)
- 2004.01.30 온냉방기 설치(48학급)
- 2004.02.19 제95회 졸업식(누적 총 17807명)
- 2004.03.01 2004학년도 초등 49학급(도움반 1학급 포함), 유치원 2학급 편성
- 2005.02.17 제96회 졸업식(누적 총 18,136명)
- 2005.03.01 2005학년도 초등 49학급(도움반 1학급 포함), 유치원 2학급 편성
- 2005.09.01 세종초등학교로 10학급 분리, 초등 42학급(도움반 1학급 포함), 유치원 2학급 편성
- 2005.10.24 청심도서관(리모델링) 개관
- 2006.02.17 제97회 졸업식(누계 총 18,459명)
- 2006.03.01 42학급 편성(초등 39, 도움1, 유치원2)
- 2007.02.14 제98회 졸업식(누계18,715명)
- 2007.09.01 제23대 홍병기 교장 부임
- 2008.01.31 방송실 리모델링
- 2008.02.15 제99회 졸업식(누적18,967명)
- 2008.03.01 41학급 편성(초등 38학급, 특수 1학급, 유치원 2학급)
- 2008.05.23 개교 100주년 기념 학예회
- 2008.05.24 개교 100주년 기념식 및 체육대회
- 2008.06.04 유치원 종합놀이장 시설 재설치
- 2008.07.04 보육교실 설치
- 2008.08.09 운동장 체육시설 설치(9종 17점)
- 2008.08.22 급식실 리모델링
- 2008.09.06 과학실험실 현대화 시설
- 2008.09.11 가을 한마당 축제(여주공설운동장)
- 2008.12.27 숙직실 1동 개축
- 2009.02.06 어학실 실내장식
- 2009.02.10 제27회 병설유치원 졸업 및 수료식(졸업생 32명, 총1203명)
- 2009.02.12 제100회 졸업식 거행 (남: 127명, 여: 127명 계:254명)
- 2009.03.01 41학급 편성(초등 37, 도움반 2, 유치원 2)
- 2009.05.28 제3회 학예발표회
- 2009.10.07 학교 리모델링 준공식 거행
- 2010.02.11 제101회 졸업식(졸업생 수 239명/총 19,450명)
- 2010.03.01 제24대 김학배 교장 부임
- 2010.03.01 38학급 편성(초등36학급, 특수 2학급, 유치원 2학급)
- 2011.02.10 제102회 졸업식
- 2011.03.01 38학급(초등 34, 특수반1, 유치원3)편성
- 2011.03.01 청심보금자리 운영
- 2011.09.28 여주청심대축제(학예발표회 개최)
- 2012.02.10 제103회 졸업식
- 2012.03.02 34학급 편성(초등 30, 특수반 1, 유치원 3)
- 2013.03.01 초등 27, 특수 1, 유치원 3학급 편성
- 2013.09.01 초등특수1학급 증설
- 2013.09.01 제25대 주일규 교장 부임
- 2013.09.11 식장 재배치 공사 준공식
- 2014.03.01 29학급 편성(초등 24, 특수반 2, 유치원 3)
- 2015.03.01 27학급 편성(초등 22, 특수반 2, 유치원 3)